# ハートフォード会議
ハートフォード会議（ハートフォードかいぎ、英: Hartford Convention）は、1814年から1815年にかけて、アメリカ合衆国ニューイングランドで招集された会議である。ニューイングランドの連邦党員が会して、進行中の米英戦争に関する不満、およびバージニア州出身の大統領が続いた連邦政府に持ち上がっている政治問題について話し合った。連邦党新聞ではニューイングランドが連邦から離脱し、イギリスとの和解を連邦政府とは別に進めるべきという主張が多かったが、この会議では穏健派が支配し、そのような極端な提案は議論の主題にならなかった。
この会議ではアメリカ合衆国憲法が連邦議会において奴隷州に強い力を与えている「5分の3条項」を除去することが議論された。また新州の加入、宣戦布告および貿易を規制する法については、議会の3分の2という絶対多数を必要とすることも議論された。1803年のルイジアナ買収や、1807年の通商禁止法に対する不満も議論された。しかし会議が終わってから数週間後に、アンドリュー・ジャクソン将軍がニューオーリンズでイギリス軍に対して決定的な勝利を収めたという報せが伝わり、アメリカ合衆国北東部では連邦党を信用せず、嫌悪する気分が広がった。会議の結論はそれほど問題となるものではなかったにも拘わらず、連邦党の信用は失墜し、その後大半の地域で解党された。

## 背景

### イギリスおよびフランスとの関係
ジョージ・ワシントンおよびジョン・アダムズ両大統領の政権下では、イギリスとの活発な貿易が続いていたが、フランスとは宣戦布告無き戦争状態にあった。ナポレオン戦争が再開され、トーマス・ジェファーソンが大統領に就任したときに、両国との関係は悪化した。ジェファーソンの目標は、アメリカ合衆国に対してイギリスが布いている貿易規制を撤廃することで、自由貿易を拡大することだった。しかし、イギリスにアメリカの言い分を聞かせるために、1807年の通商禁止法や1809年の通商停止法のような海外貿易を規制する政策を採用した。これらの政策はアメリカ合衆国北東部の商人や海運業者には大変不人気だった。ジェファーソンの後継者ジェームズ・マディソン大統領は、その民主共和党が議会を制している状況で、ジェファーソンの政策を継承した。
一次勢力が衰退していた連邦党は特にニューイングランドとニューヨーク州で勢力を回復していた。ニューヨーク州ではニューヨーク市長のデウィット・クリントンと協力し、1812年大統領選挙ではクリントンを支持していた。

### 米英戦争に対する反対
マディソンが1812年大統領選挙で再選されると、ニューイングランドの反発が強くなった。1813年後半、マディソンはジェファーソンが承認したものよりもさらに規制の強い通商禁止法に署名して成立させた。これはアメリカ合衆国の中の港同士の交易（海岸交易）全てと港湾外での漁までも禁止するものだった。1814年夏、ナポレオン戦争が終結し、イギリスはその戦力を北アメリカに向けることが可能となり、実質的にアメリカ合衆国の東海岸全体の海上封鎖を行った。7月にはメイン地域（当時はマサチューセッツ州の一部だった）が占領され、8月にはホワイトハウスと首都が焼き討ちに遭い、9月にはイギリス軍がメインでさらに侵攻し、ニューヨーク州ではシャンプレーン湖地方を脅かした。近い将来にはボストン市に対する海軍の襲撃も予測された。世界の他の地域との自由貿易が事実上不可能となり、数多い国民が職を失い、8月までに銀行は正金の支払いを停止していた。連邦政府は破産に近付いていた。
ニューイングランド各州の知事は、連邦政府の戦争遂行努力に対して最小の支援をおくる政策を実行していた。ニューハンプシャー州のジョン・テイラー・ギルマン知事を除き、州の民兵出動要求の大半を拒否した。ニューイングランドの州民は、イギリスの攻撃から海岸地帯を守ることに必要とされる民兵隊を持つことを躊躇していた。民兵隊はニューイングランド以外の地域に配属されたり、正規軍の下に就かされたりすることがあった。ウィンフィールド・スコット将軍は戦後、ニューイングランドで正規軍の任官を行うときに、マディソンが連邦党を無視する政策を採ったことを非難した。連邦党はニューイングランドの最も教養のある階級だった。
マサチューセッツ州では戦争に反対する感情が強く、民主共和党の知事候補者ですら党の商業政策に反対した。連邦党は1814年の選挙でも大勝し、ケイレブ・ストロングを州知事に復帰させ、州議会下院では360議席を獲得して、民主共和党の156議席を圧倒した。9月、ケイレブ知事はメイン地域を取り戻すために要求された5,000名の部隊立ち上げを拒否した。
マサチューセッツ州とコネチカット州が、陸軍省の命令に反して民兵隊を出さなかったので、マディソンはその維持費用の支払いを拒否した。その結果、マディソンは共通の敵に対してニューイングランドを放棄したという批判も挙がった。マサチューセッツ州議会は州軍10,000名の維持のために100万ドルを手当てした。この施策を提案したハリソン・グレイ・オーティスが、東部州にハートフォードでの会議を提案した。これ以前の1804年には既に、ニューイングランドの連邦党員の中に、中央政府が強く圧力を加えてくるようなときには連邦から脱退すべきと主張する者がいた。
1814年9月下旬、マディソンは議会に徴兵制法案の成立を求めた。このことがハートフォード会議開催に至る原因の一つでなかったとしても、連邦党はこれを民主共和党が全国に軍事独裁制を敷く意図がある証拠だと考えた。ニューヨーク州のトマス・グロスブナーは、民主共和党政権が国を「守りの無く裸で、その中で泳ぐ血の海に」導いている結果と見ていた。

### 5分の3妥協
5分の3妥協は1787年のフィラデルフィア憲法制定会議で取り決められたことだった。その条項では、下院議員定数（および大統領選挙の選挙人）の州割り当てと州に対する連邦税割り当てを決める際に根拠となる州人口に奴隷人口の5分の3を加える「連邦比率」を定めていた。ニューイングランドの人々の中には常にこの妥協に反対する者もいたが、大半はアメリカ合衆国憲法の成立のために必要な事として受け容れていた。しかし、1800年にジェファーソンが大統領に当選し、その後にルイジアナ買収を実行したことで、連邦党員は今後の国の拡大が南西の方向に進むことになり、さらに多くの奴隷州を生むようなことになると心配するようになった。
1804年、マサチューセッツ州とコネチカット州の議会は「連邦比率」の撤廃を要求したが、この年の大統領選挙でもジェファーソンはコネチカット州以外のニューイングランド州全てを制した。この問題が再燃したのは米英戦争が始まった1812年以降だった。連邦党員は、ジェファーソンとマディソンが選挙人を獲得する際に奴隷人口を考慮する連邦比率で有利になって当選したと論じ、さらに民主共和党の貿易政策は、当初からの農業と商業の利益のバランスが必要だという理解を壊すものだと主張した。
歴史家のショーン・ウィレンツは、連邦党の反戦論と奴隷制度に対する人道的反対を結びつけるのは、近年に普通のことになったと述べた。しかし、ウィレンツはこの問題を厳密にはニューイングランドで政治力を確保するための事情だと見ており、次のように記している。

### 連邦からの脱退論議
1814年から1815年には再び連邦からの脱退が囁かれた。ニューイングランドで指導的な連邦党の新聞1紙を除いて全てが、合衆国から西部の州を追い出す計画を支持した。ハートフォード会議の重要な指導者だったオーティスは、連邦の税関を占領すること、連邦予算を押収すること、あるいは中立を宣言することといった過激な提案を封鎖した。オーティスはマディソン政権が崩壊寸前にあると考え、自分達のような保守派が政権を担当しなければ、急進派の分離主義者が権力を握ることになると考えた。オーティスは、ケイレブ・ストロング・マサチューセッツ州知事が別個にイギリスとの休戦を話し合うために密使を派遣していたことを知らなかった。
ニューイングランドの連邦党員は真剣に連邦からの脱退を検討したのか、歴史家達が疑う理由が多くある。あらゆる州は、特にコネチカット州は西部の領土に対する領有権主張を続けており、脱退すれば得るものよりも失うものの方が多かった。ハートフォード会議の代議員を選ぶ過程においても、脱退を提唱する可能性があったジョン・ローウェル・ジュニア、ティモシー・ピカリング、ジョサイア・クインジーなどファイアバンドと呼ばれる過激派を除外する動きが行われた。
これにも拘わらず、マディソン政権はハートフォード会議の結果について心配する理由があった。連邦党員は既に戦争資金を集める動きを止めており、カナダ侵略を含め良い結末をもたらす努力も止めていた。ニューイングランドがイギリスと別個に和平協議を行う恐れがあり、実際の脱退と同じくらい国にとって有害な多くのやり方も予測された。マディソンは最悪の場合に備えて、ニューヨーク州から、すなわちカナダ国境からオールバニまで軍隊を戻し、連邦の権威を保つ必要がある場合にはマサチューセッツ州やコネチカット州に即座に軍隊を派遣できるようにした。ナイアガラ方面作戦に参加していたニューイングランド出身の連隊数個は、ニューイングランド人が連邦解体に反対するための重要なポイントとして機能できることを期待して、故郷に戻された。

## 会議の招集
戦争の危機に反応したストロング知事は、1814年10月5日、選挙で選ばれたばかりの州議会に特別会期を招集した。ストロングが議会で行った演説はハリソン・グレイ・オーティスと頭とする合同委員会に言及していた。オーティスは穏健派と考えられていた。3日後にオーティスが提出した報告書は、イギリスによる如何なる侵略にも抵抗することを訴え、国を大災害に近い状態にした指導層を批判し、ニューイングランド各州にその共通の不満や共同の防衛を協議するための会議を呼びかけることが含まれていた。オーティスの報告書は10月12日に上院を賛成22票対反対12票で通過し、下院は10月16日に賛成260票対反対20票で成立した。
コネチカット州ハートフォードで開催される会議に代議員を派遣するよう、ニューイングランドの他の州に招待状が発送された。会議の目的は、ニューイングランドの利益を保護するために憲法を修正する提案を行うこと、および連邦政府と共に彼等自体の防衛を手配するように仕向けることが述べられていた。
マサチューセッツ州議会からは12人の代議員が指名され、その中でジョージ・カボットとハリソン・グレイ・オーティスが主査になった。コネチカット州では議会がマディソンの「酷たらしく悲惨な戦争」を非難し、全国的な徴兵を行う計画について心配を表明した。代議員にはチョーンシー・グッドリッチとジェイムズ・ヒルハウスを頭とする7人を選んだ。ロードアイランド州議会は、「我々共通の敵に対する相互の防衛で協力する最良の手段を検討し、当該州の権限とそれに付随する適用すべき義務と共にあると見られる手段で、アメリカ合衆国憲法の下に人民の権利と主権を回復し、確保するために」4人の代議員を選んだ。ニューハンプシャー州議会は会期に入っておらず、州知事のジョン・ギルマンは招集を拒んだ。バーモント州議会は全会一致で代議員を送らないことを決めた。ニューハンプシャー州の2郡およびバーモント州の1郡が各1人の代議員を派遣し、総数は26人になった。1814年12月15日、コネチカット州ハートフォード市の古い州会議場に代議員が集まった。
下表は出席した州とその代議員26人のリストである。
|  | - マサチューセッツ州 - ジョージ・カボット - ハリソン・グレイ・オーティス - ネイサン・デーン - ウィリアム・プレスコット・ジュニア - ティモシー・ビゲロー - ジョシュア・トーマス - サミュエル・サムナー・ワイルド - ジョゼフ・S・ライマン - スティーブン・ロングフェロー・ジュニア - ダニエル・ウォルド - ホディジャー・ベイリーズ - ジョージ・ブリス - ニューハンプシャー州 - ベンジャミン・ウェスト - ミルズ・オルコット |  | - コネチカット州 - チョーンシー・グッドリッチ - ジョン・トレッドウェル - ジェイムズ・ヒルハウス - ゼファニア・スウィフト - ナサニエル・スミス - カルビン・ゴッダード - ロジャー・マイノット・シャーマン - ロードアイランド州 - ダニエル・ライマン - サミュエル・ウォード・ジュニア - エドワード・マントン - ベンジャミン・ハザード - バーモント州 - ウィリアム・ホール・ジュニア |

## 秘密会議
総勢26人の代議員が秘密会議に出席した。会議の記録は取られず、討議は1815年1月5日まで続いた。議長にジョージ・カボット、書記長にセオドア・ドワイトを選んだ後、3週間の間非公開審議が続けられた。当時の文書で残っているものがあり、出席していた連邦党員がニューイングランドの連邦分離を果たすために代議員との討議を続けたことを示している。反逆の噂と、ハドソン川より西の国内全てで上がっていた罵りの中で集まった代議員は、近隣に偶々駐屯していた陸軍士官に見張られていた。カボットの会議に関する日誌は最終的に公開されたが、形式的な議事を貧弱に移したものに過ぎなかった。賛否の記録を取っておらず、様々な報告に対する修正に言及されず、提案を行った者の名前を記すことも無視していた。個々の代議員が行った演説や投票結果を確認することも不可能である。

## 会議の報告書
この会議は、出席した代議員の署名があり、最終的な散会前日に採択された報告書と決議をもって終了した。この報告書では、ニューイングランドが、主権に関する違憲状態について、すなわち1798年のジェファーソンとマディソンによって作られた文書（ケンタッキー州およびバージニア州決議）に盛り込まれた政策を反映する原理、および後に「無効化」として別の文書に再登場する原理に対して、ニューイングランドの権限を主張する「義務」があると述べられていた。
ハートフォード会議の最終報告書ではアメリカ合衆国憲法について幾つかの修正を提案していた。これらの提案は政権を支配する民主共和党の政策と、次のような点で争おうというものだった。
1. 60日間を超えて継続する通商禁止を禁じること
2. 攻撃的な戦争を布告するとき、新しい州の加入を認めるとき、あるいは外国との通商を停めるときは、連邦議会の3分の2による承認を必要とすること
3. 南部州にとって有利な規定になっている5分の3条項を憲法から削除すること
4. 将来の大統領について、その任期を1期に限ること
5. 大統領は前任者とは異なる出身州の者を選ぶべきこと（この事項は当時の共通認識であるバージニア州出身者が国を支配していることへの攻撃だった）

## 否定的な反応
民主共和党が支配する連邦議会は、ニューイングランドの提案する如何なるものも、その批准に向けて動こうとはしなかった。ハートフォード会議の代議員は、大統領と議会の民主共和党を困らせる意図であり、ニューイングランドと国の他の部分との交渉の基として機能させるつもりだった。
代議員の中にはニューイングランドがアメリカ合衆国の中から分離し、独立した共和国を結成することに賛成する者もいたが、会議の席でそのような決議案は採択されなかった。歴史家のサミュエル・エリオット・モリソンは、ハートフォード会議がニューイングランドを連邦から脱退させ、反逆を起こす者に援助を与え、イギリスを安心させる試みだったという説を否定した。モリソンは、「民主共和党の政治家達は、彼等自身が戦争の遂行にしくじったことについて、また依然として恐ろしい存在である連邦党の信用を落とすことについて、見せしめを求めており、厳粛な否定と証拠書類の双方を挑撥するように、この幼い神話を撫でさすって丈夫で活発なものになるまでにしていた。」と記した。
マサチューセッツ州は実際にこれらの問題を交渉させるためにワシントンD.C.に3人の代表を派遣した。彼等が2月に到着すると、アンドリュー・ジャクソン将軍がニューオーリンズでイギリス軍に対して決定的な勝利を収めたという報せが伝わり、さらにその前には米英戦争を終わらせるガン条約の調印がなされており、首都にマサチューセッツ州の代表がいることは滑稽でばかげて見えた。彼等は直ぐに帰郷した。その後、「ハートフォード会議」と「連邦党」は、特に南部では解体、脱退および裏切りの同義語になった。連邦党は壊滅し、完全に消失するまでの数年間は幾つかの地方レベルでのみ生き残っていただけだった。